# Mêdog
Mêdog, (chữ Tạng: པདྨ་བཀོད་; Wylie: me tog rdzong; ZWPY: Mêdog Zong; tiếng Trung: 墨脱县; bính âm: Mòtuō Xiàn, Hán Việt: Mạt Thoát huyện) là một huyện của địa khu Nyingchi (Lâm Tri), khu tự trị Tây Tạng, Trung Quốc. Trung Quốc tuyên bố chủ quyền phần lớn Arunachal Pradesh do Ấn Độ quản lý, phía nam của Đường McMahon. Theo tuyên bố chủ quyền này thì huyện Mêdog có diện tích lên tới 31395 km², nhưng thực tế có khoảng 24.000 km² hiện do Ấn Độ quản lý. Tháng 12 năm 2010, chính phủ Trung Quốc cho biết sẽ hoàn thành một quốc lộ tới huyện Mêdog, chấm dứt tình trạng là huyện duy nhất tại Trung Quốc chưa có đường giao thông. Nông nghiệp là ngành kinh tế chính trong huyện Medog.

### Trấn
- Mặc Thoát (墨脱镇)

### Hương
- Cam Đức (甘德乡)
- Gia Nhiệt Tát (加热萨乡)
- Bàng Tân (旁辛乡)
- Cách Đang 9格当乡)
- Đức Hưng (德兴乡)
- Bối Băng (背崩乡)

### Hương dân tộc
- Hương dân tộc Lhoba - Đạt Mộc (达木珞巴民族乡)